# Кириленко Іван Улянович
Іва́н Уля́нович Кириле́нко (* 2 грудня 1903, с. В'язівок Павлоградський повіт — †  23 вересня 1938, тюрма НКВС СРСР) — український письменник (переважно прозаїк). 

## Біографія
Народився у сім'ї залізничного чорнороба. Закінчив Павлоградську православну семінарію РПЦ (1921), при цьому брав активну участь у подіях «війни проти всіх» на Лівобережній Україні. Вступивши до ВКП(б) 1927, навчався у Харківських комуністичних навчальних закладах. Тоді ж починається його контраверсійна літературна кар'єра, яка супроводжувалася його вправами у вульгарній літературній критиці «у дусі часу» — часу совєцької цензури та партійного наклепництва.  
Член літературної організації «Плуг». Редактор журналу «Червоний шлях» та відповідальний секретар Спілки письменників України. Автор переважно плакатно-ідеологічних творів «виробничого жанру». Особистий секретар голови Всеукраїнського центрального виконавчого комітету Григорія Петровського. Жертва сталінського терору.

## Літературна творчість
Належав до Спілки селянських письменників «Плуг», Спілки пролетарських письменників «Гарт», Всеукраїнської спілки пролетарських письменників. Друкувався з 1923, але першу книжку видав 1926 — це збірка оповідань «Відступ». Потім були збірки «Стихія», «Одна баба», «Над ямою». Єдина збірка поезій — «Такти» (1927). 
Став відомим завдяки повістям «Курси» (1927), «Кучеряві дні» (1928, рос. переклад 1931), «Натиск» (1930, рос. переклад 1937).
Будучи особистим секретарем високопоставленого комуніста Петровського, брав участь у приховуванні акції геноциду проти українського народу, проведеного за наказами Й. Сталіна у 1932—33 роки. Саме в цей час випускає нову повість «Аванпости» (1933) та роман «Перешихтовка» (1932). Останній твір, виданий за його життя, роман «Весна» (1936). 
Кириленко до певної міри одіозна літературна постать навіть у контексті 1920—30-их років. Тодішня критика змушена була визнавати явну плакатність творів Кириленка, схематичність подання характерів членів урядових організацій — комсомолу та ВКП(б). Загалом, Кириленко спеціалізувався на створенні образів фанатичних працівників-«передовиків», оспівуванні рабської праці на комуністичних каторгах, пропагував безумовну покору терористичним урядовим групам. За свідченням сучасників, користувався недоброю славою серед своїх же однопартійців-письменників — за певними даними, мав розлади психіки. 
Наближеність до улюбленця Сталіна Григорія Петровського не захистила Кириленка від звинувачень у контрреволюції та шпигунстві, про що пише Олекса Мусієнко: 
|  | ...21 лютого 1938 року Кириленко з властивою йому патетикою промовляв на черговій сесії ІДВК про «небачене піднесення культури і побуту українського колгоспного села». Гучними оплесками проводжали його з трибуни тодішні номенклатурні вожді республіки Хрущов, Петровський, Бурмистенко, Успенский. Після закінчення роботи сесії Іван Ульянович поспішив додому, на вул. Леніна, 68 (будинок Роліт). Але там на нього вже давно чатували двоє озброєних енкаведистів з ордером за № 1702 на арешт і трус. Ордер був виписаний на підставі постанови оперуповноваженого IV відділу УДБ Хромого, склеєної на основі доносів, з котрих випливало, що Кириленко «является участником украинской контрреволюционной националистической организации и подозревается в шпионской деятельности»... |

Цього ж року Кириленко був вбитий у вересні місяці в одній із київських катівень. Реабілітований радянськими органами прокуратури 1957 (в базах memo.ru та reabit.org.ua не значиться). 

## Цитата зі сталінських списків[1]
- КИРИЛЕНКО Иван Ульянович

12.09.38 Украинская ССР, Киев - центр             Кат.1 
- Сталин, Молотов, Жданов

Не зважаючи на смерть у в'язниці в статусі чільного члена СПУ, віднести особу Кириленка до грона «Розстріляного Відродження» можна вельми умовно. Бо й сам Кириленко багато попрацював на те, аби мордування української інтелігенції було справді масовим та безкомпромісним, а відродження таки було розстріляним. 

## Відгуки сучасників
За свідченнями сучасників, у літературному середовищі Кириленко вважався «твердокам'яним більшовиком», котрий беззастережно підтримував лінію «вождя всіх народів» у боротьбі з троцькізмом, українським націоналізмом, усілякими ухилами та закрутами. Саме завдяки цим його якостям «всеукраїнський староста» Г. Петровський виявив Кириленкові виняткове довір'я, запросивши на посаду особистого секретаря.
Колоритні спогади про письменника Кириленка залишив його сучасник Іван Сенченко: 
|  | Жив у ті часи такий собі письменник Іван Улянович Кириленко, людина одверта, по-своєму чесна, але малописьменна, до того ж украй зіпсована владою. Він колись працював секретарем Г. І. Петровського, потім на відповідальних посадах у редакціях, нарешті став одним із лідерів ВУСППу. Я з ним був знайомий ще з найдавніших плужанських часів, були на «ти», провели разом не одну годину. Десь на початку 30-х років, якось зустрівшися, ми за давнім звичаєм розговорилися. Він саме був на вершині адміністративного успіху і аж цвів од задоволення. Почали розмовляти про силу влади, про її принаду, про втіху до запаморочення, яку вона дає. Я, пам'ятаю, спитав: «А як ти себе почуваєш, не забув іще про те, як ходити ногами по грішній землі, простою людиною, без чинів і звання?» І він відповів: «Не уявляю такого життя. Мені або бути при владі, або не жити!» Сильно і чесно сказано. От оцей Іван Улянович і був однією з вищих інстанцій, над Яновським зокрема. Він осудив його чарівну поему «Чотири шаблі», кидав громи й блискавиці на «Вершників». «Знаємо, які це вершники! Віддайся їм на волю, то й завезуть, знаємо куди!»... |